# Luigi Riva
Luigi "Gigi" Riva (født 7. november 1944 i Leggiuno, Italien, død 22. januar 2024) var en italiensk fodboldspiller (angriber), og den mest scorende spiller i det italienske landsholds historie.
Riva blev europamester med Italiens landshold ved EM 1968 på hjemmebane, og spillede én af italiernes tre kampe i turneringen. I alt nåede han at spille 42 kampe for landsholdet, hvori han scorede hele 35 mål. Han deltog også ved både VM 1970 i Mexico og VM 1974 i Vesttyskland.
På klubplan spillede Riva størstedelen af sin karriere hos Cagliari på Sardinien, og han vandt ét italiensk mesterskab med klubben, i 1970. Han blev desuden tre gange, i 1967, 1969 og 1970, topscorer i Serie A, og ved sit karrierestop havde han scoret over 200 mål for Cagliari.
I 1969 blev Riva nr. 2 i Ballon d'Or-kåringen, kun overgået af landsmanden Gianni Rivera. Året efter, i 1970, sluttede han på 3. pladsen. Her blev vinderen vesttyske Gerd Müller.